# Nora K. Chadwick
Nora Kershaw Chadwick (28 de enero de 1891 – 24 de abril de 1972) fue una medievalista inglesa.

## Biografía
Nació en Lancashire en 1891. Nora era la primera hija de James Kershaw y Emma Clara Booth, casada en 1888. Y una segunda hija Mabel nacida en 1895.
Nora recibió su grado por la Universidad de Cambridge y fue ayudante profesora en St Andrews durante la Primera Guerra Mundial. Regresó a Cambridge en 1919 para estudiar anglosajón nórdico, con el profesor Hector Munro Chadwick. Se casarían en 1922. Su propia casa fue un salón literario, una tradición qué Mrs Chadwick mantuvo después de la muerte de su marido en 1947. La mayoría de su vida la gastó en investigaciones, principalmente al Celts. Fue conferenciante universitaria en Historia Temprana y Cultura de las islas británicas, Universidad de Cambridge, 1950–58. Recibió honorarios grados de la Universidad de Gales, la Universidad Nacional de Irlanda y la Universidad de St Andrews, y fue una académica respetada. Fue hecha Comandante del Orden del Imperio británico en 1961.
Es muy conocida por su ensayo famoso, "Los Monstruos y Beowulf" en qué argumenta que Grendel la madre podría haber sido una diosa de mitología nórdica, posiblemente el mito de las valquirias.

## Beca
- El Crecimiento de Literatura estuvo publicado en 1932. Publicó una serie en literatura rusa:

I:  Las Literaturas Antiguas de Europa (1932)
II: Literatura Oral rusa, Poesía Oral yugoslava, Temprano Literatura india, Temprana Literatura hebrea (1936)
III: La Literatura Oral del Tatars y Polynesia, etc. (1940)
También escribió Los Principios de Historia rusa, una consulta a fuentes (1946).
- Colaboró con V. M. Zhirmunsky en una revisión de la parte de volumen III que trata poesía épica en lenguas asiáticas centrales. El texto revisado se publicó por separado en 1969 como Épicas Orales de Asia Central.

En 1955 escribió Poesía y Letras en tempranos cristianos Gaul.
- Escribió sobre Gran Bretaña Celta e Historia Bretona, y colaboró con Myles Dillon y Kenneth H. Jackson.

En 1949 escribe Temprano Escocia.
En 1954 publica Estudios en Historia británica Temprana.
En 1963 escribe Gran Bretaña Celta (sitios y personas antiguos).
En 1964 escribe La Edad de Santos en la Iglesia Celta.
En 1965 publica La colonización de Brittany de Gran Bretaña Celta.
En 1966 escribe El Druids
En 1967 escribe Reinos Celtas con Myles Dillon.
En 1970 escribe El Celts con un capítulo introductorio por Dr. J.X.W.P.Corcoran: Los Orígenes de los Celtas: Evidencia Arqueológica.
- Nora también escribió sobre la lengua anglosajona:

En 1955 publicó El Estudio de anglosajón con su marido.
Una lista de las publicaciones de Hector y Nora Chadwick se imprimieron para su 80.º cumpleaños en 1971.

## Historia de Bretaña
También indagó y publicó sobre la Bretaña, sobre todo los Bretaños (Britannia Major, Britannia Minor) en colaboración con Myles Dillon y Kenneth H. Jackson entre otros.
- Early Scotland, 1949.
- The colonization of Brittany from Celtic Britain, 1965. Editó Armeline en 1999.
- Les Royaumes Celtiques, 1967, con Myles Dillon. Editó Arthème Fayard en 1974, y Marabout en 1979. Reeditó, en 1999, Armeline, Crozon 2001, ISBN 2-910878-13-9, edición actualizada e incrementado en un capítulo adicional de Christian-J. Guyonvarc'h y Françoise Le Roux.